# Artus de Penguern
Artus de Penguern (Neuilly-sur-Seine, 13 marzo 1957 – Parigi, 14 maggio 2013) è stato un attore e scrittore francese.
Divenne noto per aver recitato nel film Il favoloso mondo di Amélie, dove interpretava lo scrittore Hipolito.
Morì a Parigi il 14 maggio 2013 a soli 56 anni, a causa di un attacco cardiaco.

## Filmografia parziale
- Il sangue degli altri (Le sang des autres), regia di Claude Chabrol (1984)
- Henry & June, regia di Philip Kaufman (1990)
- Il favoloso mondo di Amélie (Le fabuleux destin d'Amélie Poulain), regia di Jean-Pierre Jeunet (2001)
- Détrompez-vous, regia di Bruno Dega (2007)
- Agathe Cléry, regia di Étienne Chatiliez (2008)
- Asterix e il regno degli dei (Astérix: Le domaine des dieux), regia di Louis Clichy e Alexandre Astier (2014) (postumo)